# دمسيسة
الدمسيسة أو الرجَّيد أو عشبة الخنازير أو الأمبروزية (الاسم العلمي: Ambrosia) هي جنس من النباتات تتبع الفصيلة النجمية من رتبة النجميات.

## أنواع الدمسيسة
- دمسيسة بحرية
- دمسيسة بهشية الأوراق
- دمسيسة بيروفية
- دمسيسة تراباكانية
- دمسيسة ثلاثية الأقسام
- دمسيسة ثنائية التسنن
- دمسيسة خشنة
- دمسيسة خشنة الأوبار
- دمسيسة خطية
- دمسيسة دغلية
- دمسيسة رمادية
- دمسيسة روثانية
- دمسيسة شامسوانية
- دمسيسة شجيرية
- دمسيسة صغيرة الرأس
- دمسيسة عارية السنابل
- دمسيسة غراية
- دمسيسة قزمية
- دمسيسة قلبية الأوراق
- دمسيسة كافورية
- دمسيسة لبدية
- دمسيسة متعددة
- دمسيسة متعرجة
- دمسيسة متفشجة
- دمسيسة متنوعة الأوراق
- دمسيسة مثلثة
- دمسيسة مجدلية
- دمسيسة مخملية
- دمسيسة مزدحمة الأزهار
- دمسيسة مستدقة
- دمسيسة مسننة
- دمسيسة ملبدة
- دمسيسة ناصعة
- دمسيسة هشة الأوراق
- دمسيسة شوكية الثمار
- دمسيسة كثيرة الوبر
- دمسيسة مفلطحة الأشواك